# Prefeitura pretoriana do Oriente
A Prefeitura pretoriana do Oriente foi uma das quatro prefeituras pretorianas nas quais estava dividido o Império Romano na Antiguidade Tardia. Como ela abrangia a maior parte do Império Romano do Oriente e sua capital era Constantinopla, o prefeito pretoriano do oriente era a segunda pessoa mais poderosa no oriente, depois apenas do imperador, a quem ele servia como uma espécie de primeiro ministro.

## Estrutura
A prefeitura foi criada depois da morte de Constantino I em 337, quando império foi subdividido entre seus filhos. Constâncio II recebeu a porção oriental tendo o prefeito pretoriano como seu principal assessor. O quinhão de Constâncio abrangia quatro (e, depois, cinco) diocese, cada uma, por sua vez, subdividida em diversas províncias. A autoridade da prefeitura ia da porção oriental dos Bálcãs, que formava a Diocese da Trácia, até a Ásia Menor, que se dividia nas dioceses da Ásia e do Ponto. Havia ainda, no Oriente Médio, a Diocese do Oriente e a do Egito.
| A Diocese da Trácia tinha 6 províncias: - Europa - Hemimonto (Haemimontus) - Mésia II (Moesia Secunda) - Ródope - Cítia Menor (Scythia) - Trácia A Diocese do Ponto tinha 15 províncias: - Armênia I - Armênia II - Armênia I Magna (536) - Satrapias romanas na Armênias (Satrapiae) - depois incorporadas na Armênia IV (536) - Armênia III (536) - Armênia IV (536) - Bitínia - Capadócia I - Capadócia II - Galácia Prima - Galácia Salutar (Salutaris ou Segunda) - Helenoponto (Helenopontus) - Honória - Paflagônia - Ponto Polemoníaco | A Diocese da Ásia tinha 11 províncias: - Ásia - Cária - Helesponto - Ilhas (Insulae) - Licônia (370) - Lícia - Lídia - Panfília - Pisídia - Frígia Pacaciana - Frígia Salutar A Diocese do Egito tinha 9 províncias: - Egito I - Egito II - Arcádia - Augustâmica I - Augustâmica II - Líbia Superior - Líbia Inferior - Tebais Superior - Tebais Inferior | A Diocese do Oriente tinha 16 províncias: - Arábia - Cilícia I - Cilícia II - Chipre - Eufratense - Isáuria - Mesopotâmia - Osroena - Palestina I - Palestina II - Palestina Salutar - Fenícia Prima - Fenícia Libanense - Síria Prima - Síria Salutar - Teodória (528) |

## Prefeitos pretorianos do Oriente conhecidos
- Ablávio (330-337/338)
- Sétimo Acindino (338–340)
- Domício Leôncio (340–344)
- Filipo (346–351)
- Constâncio Galo (351)
- Talássio (351–354)
- Domiciano (354)
- Estratégio Musoniano (354–358)
- Hermógenes (358–360)
- Helpídio (360–361)
- Saturnino Segundo Salúcio (361 até os primeiros anos do reinado de Valentiniano I)
- Nebrídio (365)
- Aráxio (365/366)
- Domício Modesto (369–377)
- Quinto Clódio Hermogeniano Olíbrio (379)
- Neotério (380-381)
- Floro (381-383)
- Postumiano (383)
- Materno Cinégio (384–388)
- Eutôlmio Taciano (388–392)
- Rufino (10 de setembro de 392 – 27 de novembro de 395)
- Cesário (primeira vez, 30 de novembro de 395 – 13 de julho de 397)
- Eutiquiano (primeira vez, 4 de setembro de 397 - 25 de julho de 399)
- Aureliano (primeira vez, 17 de agosto de 399 – 2 de outubro de 399)[1]
- possivelmente Eutiquiano (segunda vez, 11 de dezembro de 399 – 12 de julho de 400)[2]
- Cesário (segunda vez, 400–403)
- Eutiquiano (terceira vez, 404–405)
- Antêmio (405–414)
- Monáxio (primeira vez, 10 de maio – 30 de novembro de 414)
- Aureliano (segunda vez, 414–416)
- Monáxio (segunda vez, 26 de agosto de 416 – 27 de maio de 420)
- Eustácio (420–422)
- Asclepiodoto (423–425)
- Aécio (425)
- Hiério (primeira vez, 425–428)
- Florêncio (primeira vez, 428–430)
- Antíoco Chuzon (430–431)
- Rufino (431–432)
- Hiério (segunda vez, 432)
- Touro (primeira vez, 433–434)
- Antêmio Isidoro (435–436)
- Dário (436–437)
- Florêncio (segunda vez, c. 438–439)
- Touro Seleuco Ciro (439–441)
- Tomé (442)
- Apolônio (442–443)
- Zoilo (444)
- Hermócrates (444)
- Touro (segunda vez, 445)
- Constantino (primeira vez, c. 447)
- Antíoco (448)
- Florêncio Romano Protógenes (448–449)
- Hormisda (449–450)
- Paládio (450–455)
- Constantino (segunda vez, 456)
- Constantino (terceira vez, 459)
- Viviano (459–460)
- Ilústrio Puseu (465)
- Amásio (c. 469)
- Dionísio (480)
- Matroniano (491)
- Hiério (494–496)
- Eufêmio (496)
- Policarpo (498)
- Áspar Alípio Constantino (502–505)
- Eustácio (505–506)
- Zótico (511–512)
- Marino (primeira vez, c. 512–515)
- Sérgio (517)
- * Apião (518)
- Marino (segunda vez, 519)
- Demóstenes (520–524)
- Arquelau (524–527)
- Basilides (c. 527)
- Atárbio (c. 528)
- Juliano (530–531)
- João, o Capadócio (primeira vez, 531–532)
- Focas (533)
- João, o Capadócio (segunda vez, 533–541)
- Teódoto (primeira vez, 541-542)
- Pedro Barsimes (primeira vez, 543–546)
- Teódoto (segunda vez, 546/547-[548?])
- Comita Teodoro Basso (548)
- Eugênio (548–[551?])
- Adeu (c. 551)
- Hefesto (551–552)
- Areobindo (553)
- Pedro Barsimes (segunda vez, 555–562)
- Areobindo (563)
- Diomedes (c. 572)
- Jorge (c. 598)
- Constantino Lárdis (c. 602)
- Teodoro (605 ou 607)